# 第勒尼安语系
第勒尼安语系（古希腊语。爱奥尼亚希腊语：Τυρσηνοί, Tursēnoi）是一个假定的已灭绝语系，首先由德国语言学家赫尔穆特·利克斯（Helmut Rix）（1998）提出，包含意大利北部、中部、西南部和法国科西嘉东部的伊特鲁里亚语；阿尔卑斯山的雷蒂亚语；以及爱琴海的利姆尼亚语。伦巴第北部的卡莫尼语在伊特鲁里亚语和雷蒂亚语之间，可能和两者也有关系，但材料稀少，不足以下定论。第勒尼安语系一般认为属于古欧洲诸语言。

## 系属分类

第勒尼安语系系统发生树，据de Simone and Marchesini （2013）

在1998年，德国语言学家赫尔穆特·利克斯（Helmut Rix）假定当时3种未分类古语言属于他称为“第勒尼安语系”的语系。
利克斯的第勒尼安语系稍后得到许多语言学家支持，有斯特凡·舒马赫（Stefan Schumacher）、卡洛·德·西蒙（Carlo De Simone）、诺伯特·厄廷格（Norbert Oettinger）、西蒙那·马克西尼（Simona Marchesini）和雷克斯·华莱士（Rex E. Wallace）等。3种古语言的共同特征集中在词法、音系和句法。另一方面，词汇对应很少，这一部分是因为雷蒂亚语和利姆尼亚语的记录本就很少，语系可能也分裂得很早。

## 历史
第勒尼安语系可能属于古欧洲诸语言，在印欧语系到来前分布在南欧。它的分布散状地横贯意大利和爱琴海，与东南亚的南亚语系类似，在其他语系到来前就已有分布。
赫尔穆特·利克斯将原始第勒尼安语的分化日期定于前2千纪的最后四分之一。:141–164卡洛·德·西蒙和西蒙那·马克西尼认为分化日期更早，是在青铜时代到来之前。:9–32:123–136这可以为数量稀少的同源词提供一个解释。据包可·范·德·摩尔（Bouke van der Meer），雷蒂亚语可能在约公元前900年或更早时候与伊特拉斯坎语分离，在不晚于公元前700年时，两种语言的差别已经可以由铭文观察到，如过去式的语态和男性的姓的词尾。从约公元前600年开始，雷蒂亚语可能受山南高卢扩张的影响被孤立于伊特拉斯坎语区之外，因此限制了两种语言间的交流。
斯特拉波（《地理》第五卷第二章）引自安提克莱伊德斯的记载将伊特鲁里亚的建立归功于利姆诺斯岛和格克切岛的佩拉斯吉人。:169–225佩拉斯吉人被雅典人驱逐出阿提卡后，还被希罗多德称为“利姆诺斯的定居者”。罗德岛的阿波罗尼奥斯在《阿尔戈船英雄记》（第四卷第1760章）（公元前3世纪）提到了利姆诺斯岛上一个第勒尼安人的古定居点。
利姆尼亚语也可能在青铜时代晚期抵达爱琴海，当时迈锡尼文明的统治者从西西里岛、撒丁岛和意大利半岛的其他区域征募雇佣兵。

## 语言
- 伊特鲁里亚语：1.3万块碑文，绝大多数在意大利；最古的碑文约公元前8世纪，最晚的约公元1世纪。[21]
- 雷蒂亚语：300块碑文，绝大多数在中阿尔卑斯；最古的碑文约公元前6世纪。[21][1]
- 利姆尼亚语：2块碑文和少数极为破碎的铭文，都在爱琴海利姆诺斯岛；最古的碑文约公元前6世纪晚期。[21]
- 卡莫尼语：可能和雷蒂亚语有关，中阿尔卑斯有约170块碑文；最古的碑文约公元前5世纪。[21]

## 证据
伊特鲁里亚语和雷蒂亚语同源词有：
| 伊特鲁里亚语 | 雷蒂亚语 | 词义                    |
| ------------ | -------- | ----------------------- |
| zal          | zal      | 2                       |
| -（a）cvil   | akvil    | 礼物                    |
| zinace       | t'inaχe  | 他做了                  |
| -s           | -s       | ...的（属格后缀）       |
| -（i）a      | -a       | ...的（第二属格后缀）   |
| -ce          | -ku      | ...了（主动过去时助词） |

伊特拉斯坎语和利姆尼亚语间的同源词有：
- 共享与格后缀*-si和*-ale
  - 伊特拉斯坎语aule-si“给Aule”
  - 利姆尼亚语“为Hulaie”、Φukiasi-ale“为福西亚人”
- 过去时后缀*-a-i
  - -⟨e⟩如伊特拉斯坎语ame“曾是”（ ← *amai）
  - -⟨ai⟩如利姆尼亚语šivai“曾活着”
- 两个描述年龄的同源词
  - 伊特拉斯坎语“且65岁”
  - 利姆尼亚语“六十岁”

## 与其他语系的可能联系

### 爱琴语系
更大的爱琴语系包括伊特拉斯坎语、米诺安语和伊特拉塞浦路斯语，首先由Facchetti提出，Yatsemirsky稍后巩固了该说，指伊特拉斯坎语和利姆尼亚语之间，与米诺安语和伊特拉塞浦路斯语之间的某些语言相似性。如果可以证明这些语言和伊特拉斯坎语和雷蒂亚语有亲缘关系，那么就可以形成一个前印欧语语系，从（至少）爱琴诸岛和克里特岛，跨过希腊和意大利半岛直到阿尔卑斯山的语系。1985年雷蒙德·布朗（Raymond A. Brown）就已经假设过这些语言间的可能关系了。:289迈克尔·文特里斯与约翰·查德威克共同成功破译了线形文字B，也猜测伊特拉斯坎语和米诺安语间存在联系。:34Facchetti假设，原始第勒尼安语分裂为米诺安语和伊特拉斯坎语、利姆尼亚语、雷蒂亚语在内的两支。詹姆斯·梅拉尔特（James Mellaart）基于地名分析，假设这个语系与安纳托利亚的前印欧语有关。:136T. B. Jones在1950年以伊特拉斯坎语解释伊特拉塞浦路斯语文本，虽然在学界饱受批评，却在苏联获得了关注。

### 安纳托利亚语族
有人假设第勒尼安语系与印欧语系安纳托利亚语族有联系，不过没有被广泛接受。:88–94如果这些语言是早期印欧语的底层而不是前印欧语，那就应该可以和Krahe的古欧洲水体地名学相联系，可以追溯回青铜时代早期的坟塚假说。

### 东北高加索语系
许多前苏联语言学家，如斯塔罗斯金基于伊特拉斯坎语、胡里安语和东北高加索语系间的对音、数词、语法结构和音位系统认为第勒尼安语系和东北高加索语系同属阿拉罗迪亚语系。不过大多数语言学家仍对这些语系是否存在联系持怀疑态度，或者认为这些证据不够有说服力。

## 灭绝
第勒尼安语系语言似乎在约公元前3世纪在爱琴海消失（被通用希腊语同化），伊特拉斯坎语在约公元1世纪在意大利消失（被拉丁语同化）。最晚的雷蒂亚语铭文出现于公元1世纪。

## 资料
- Chadwick, John. . Cambridge: Cambridge University Press. 1967  [2021-08-21]. ISBN 978-0-521-39830-5. （原始内容存档于2022-04-11）.
- De Simone, Carlo, , Florence: Olschki, 1996 （意大利语）
- De Simone, Carlo, , Rasenna: Journal of the Center for Etruscan Studies (Amherst: Classics Department and the Center for Etruscan Studies at the University of Massachusetts Amherst), 2011,, Vol. 3: Iss. 1, Article 1 （意大利语）
- De Simone, Carlo; Marchesini, Simona. . Rome-Pisa: Fabrizio Serra Editore. 2013.
- Facchetti, Giulio M,  [Some observations on the Minoican language], Kadmos, 2001, 40, S2CID 162250460, doi:10.1515/kadm.2001.40.1.1 （意大利语）:1–38.
- Facchetti, Giulio M,  [Appendix on questions of the Etruscan genetic affinity], Appunti di Morfologia Etrusca (Leo S. Olschki), 2002, ISBN 978-88-222-5138-1 （意大利语）:111–150
- Marchesini, Simona. . U. Hoepli. 2009. ISBN 978-88-203-4166-4.
- Oettinger, Norbert, , , Wiesbaden: Otto Harrassowitz Verlag, 2010 （德语）:233–246
- Rix, Helmut.  [Rhaetian & Etruscan]. Vorträge und kleinere Schriften. Innsbruck: Innsbrucker Beiträge zur Sprachwissenschaft: Institut für Sprachwissenschaft der Universität Innsbruck. 1998 （德语）. |number=被忽略 (帮助)
- Schumacher, Stefan. . Der Schlern. 1998, 72 （德语）.:90–114
- Schumacher, Stefan. . Sonderheft 2nd. Innsbruck: Innsbrucker Beiträge zur Kulturwissenschaft: Institut für Sprachwissenschaft der Universität Innsbruck. 2004 [1992]. |number=被忽略 (帮助)
- Steinbauer, Dieter H,  [New handbook on Etruscan], St. Katharinen, 1999 （德语）.
- Van der Meer, L. Bouke. . Babesch. 2004, 79.:51–57